# Spenser St. John
Sir Spenser Buckingham St. John GCMG, FRGS (22. prosince 1825 – 3. ledna 1910) byl britský diplomat 2. poloviny 19. století.
V roce 1847 byl otcem, novinářem Jamesem Augustusem St. Johnem, představen Jamesi Brookeovi. Následující rok se vydal na Sarawak, kde zastával funkci Brookeova osobního sekretáře, čímž započal svojí diplomatickou kariéru. Od roku 1856 zastával post britského generálního konzula v Bruneji. V roce 1858 podnikl spolu s Hughem Lowem dva výstupy na Kinabalu. Jeden z vrcholů masivu, St. John's Peak (4091 m n. m. – o 4 metry nižší než nejvyšší vrchol Low's Peak), nese jeho jméno. O svých výzkumech na Borneu napsal knihu Life in the Forests of the Far East (Život v pralesích dálného východu, vyšlo 1862). Napsal také dvě biografie Jamese Brookea (vydány 1879 a 1897).
V roce 1863 se stal prvním britským chargé d’affaires na Haiti, od roku 1871 zastával stejný post i v Dominikánské republice. Koncem roku 1872 byl povýšen do funkce britského vyslance na Haiti. Mezi lety 1874 až 1883 zastával postupně pozice chargé d’affaires a později vyslance v Peru. Během pobytu v Peru sesbíral kolekci místní keramiky, která je v současnosti v majetku Britského muzea.
V roce 1884 publikoval paměti ohlížející se za jeho pobytem na Haiti, pod názvem Hayti or the Black Republic. Kniha vyvolala veřejné pobouření zásluhou příběhů o kanibalismu jakožto součásti haitského náboženství vúdú. Je mu také přisuzováno autorství citátu: „Historie země (Haiti) … se skládá pouze ze spiknutí a revolucí následovaných barbarskými vojenskými popravami.“
St. John byl britským velvyslancem v Mexiku mezi roky 1884 a 1893, přičemž pomohl normalizovat vztahy mezi oběma zeměmi, které byly narušené od francouzské intervence v Mexiku (1861–1867).
V letech 1893 až 1896 zastával funkci vyslance ve Švédsku, poté odešel do výslužby.

## Publikace
- Life in the Forests of the Far East (1862)
- Hayti or The Black Republic (1884)
- The life of Sir James Brooke : rajah of Sarawak : from his personal papers and correspondence (1879)
- Rajah Brooke: the Englishman as ruler of an eastern state (1897)
- The adventures of a naval officer  (1905) [pod pseudonymem Charles Hunter]
- Essays on Shakespeare and his works (1908)